# Franc D'Ambrosio
Franc D'Ambrosio (Bronx, Nova Iorque, 11 de agosto de 1962) é um cantor e ator estadunidense, fez o papel de Anthony Corleone, filho de Michael Corleone (Al Pacino), em The Godfather: Part III.